# 杰克逊县 (俄亥俄州)
傑克遜縣（英語：Jackson County）是位於美國俄亥俄州南部的一個縣。面積1,092平方公里，根據美國2000年人口普查數字，共有人口32,641人。縣治傑克遜（Jackson）。
成立於1816年。縣名紀念後來成為總統的安德魯·傑克遜。